# Золтан Латинович
Золтан Латинович (угор. Latinovits Zoltán; 9 вересня 1931, Будапешт — 4 червня 1976, Балатонсемеш) — угорський актор театру і кіно.

## Життя і творчість
- Народився в заможній столичній сім'ї.
- Батьки розлучилися незабаром після народження сина.
- Отримав архітектурну освіту, займався живописом, взагалі був широко обдарованим і освіченою людиною.
- Дебютував в кіно в 1959.
- Знімався у найбільших вітчизняних і європейських кінорежисерів (Хуан Антоніо Бардем, Міклош Янчо, Золтан Хусарік, Андраш Ковач, Золтан Фабрі Золтан Фабрі).
- На рубежі 1960-1970-х був найпопулярнішим кіноактором Угорщини.
- Відомий також виконанням віршів Ендре Аді і Аттіли Йожефа.
- Загинув під колесами поїзду на станції Балатонсемеш при нез'ясованих обставинах. Є різні свідоцтва, в тому числі такі що це був нещасний випадок. Але оскільки поет Аттіла Йожеф, образ якого Латинович втілив у кіно, кінчив життя самогубством кинувшись під поїзд у 1937 у цій же місцевості, а сам Латинович останній час страждав депресією, смерть Золтана Латиновича діагностували як «самогубство». Кілька поетів, серед яких найбільш відомий Дюла Йєш, присвятили Латиновичу прощальні вірші.

## Вибрана фільмографія
- 1962 — «Спадщина скарбника Стамбула» — Тодор Крістіан
- 1963 — «Фото Габера» — Ґабор Чакі
- 1965 — «Без надії» — Імре Веселька
- 1965 — «Перстень з русалкою» — Кальман Борші
- 1965 — «Світло за шторами» — Ґабор Тот
- 1967 — «Холодні дні»
- 1967 — «Угорський набоб» — Рудольф
- 1967 — «Доля Золтана Карпаті» — Рудольф
- 1967 — «Зорі та солдати» — Миклош Янчо
- 1967 — "Тиша і крик Миклош&" — Янчо
- 1968 — «Зірки Еґера» — Імре Варшані
- 1969 — «Професор злочинного світу» — Красунчик
- 1971 — «Синдбад» — Золтан Хусарік — Синдбад
- 1971 — «Королева чардашу»
- 1974 — «Незавершена фраза»
- 1976 — «П'ята печатка»

## Нагороди
- 1966 — Премія імені Марі Ясаі
- 1970 — Премія імені Бели Балажа
- 1975 — Заслужений артист УНР[перевірити]
- 1990 — Премія імені Кошута (посмертно)

## Цікаві факти
- Єдиноутробний брат актора Іштвана Буйтора і композитора і рок-музиканта Кароя Френрейса
- Його мати, Каталіна Гундель, прожила 100 років і померла в 2010, переживши двох синів, Золтана Латинович і Іштвана Буйтора.